# La Menta Centro
La Menta Centro es un caserío peruano ubicado en el distrito de Las Lomas, perteneciente a la provincia y departamento de Piura, al norte del Perú. 

## Ubicación
La Menta Centro se ubica al noreste de la provincia de Piura, en el distrito de Las Lomas, en el departamento de Piura.

## Demografía
En 2017 La Menta Centro tenía una población de 62 habitantes.
| Gráfica de evolución demográfica de La Menta Centro entre 1993 y 2017 |
|                                                                       |
| Fuentes: Población 1993 (junto con La Menta y La Menta Alta) y 2017   |